# Черетто-Ломелліна
Черетто-Ломелліна (італ. Ceretto Lomellina) — муніципалітет в Італії, у регіоні Ломбардія,  провінція Павія.
Черетто-Ломелліна розташоване на відстані близько 490 км на північний захід від Рима, 50 км на південний захід від Мілана, 39 км на захід від Павії.
Населення — 192 особи (2014).

## Демографія
Населення за роками:

Станом на 1 січня 2023 року в муніципалітеті офіційно проживало 16 іноземців з 4 країн, серед них 8 громадян країн Євросоюзу.

## Сусідні муніципалітети
- Кастелло-д'Агонья
- Кастельноветто
- Мортара
- Нікорво
- Сант'Анджело-Ломелліна